# Pavel Rudolf Vejrážka
Pavel Rudolf Vejrážka (* 8. října 1956 Žatec) je český antikvář, galerista, nakladatel, žurnalista, výtvarník, hudebník a typograf. Původně byl mechanikem hudebních nástrojů. V 80. letech 20. století se zabýval samizdatovou činností a hudební tvorbou. Koláže tvoří od 80 let 20. století. Od 90. let  20. století byl antikvářem v Lounech (Antikvariát FABIO), později byl antikvariát přenesen do Černčic u Loun. V roce 1992 založil nakladatelství FABIO, v roce 2009 založil Galerii Emila Juliše.

## Antikvární činnost
Počátkem 90. let 20. století se P. R. Vejrážka stal jedním ze zakládajících členů Svazu antikvářů České republiky a jeho prostřednictvím i členem mezinárodního svazu ILAB. V roce 2001 byl zakládajícím členem Asociace antikvářů České republiky, jehož je jednatelem. V průběhu 90 let organizoval v okresním muzeu Knižní aukce v Lounech (celkem pět, poslední ve spolupráci s pražským nakladatelstvím a antikvariátem Trigon). Podílel se na konání pražských Antikvárních veletrhů společně s antikvariátem a galerií Ztichlá klika. Sestavil a vydal Ukazatel aukčních cen (tři svazky), který dokumentuje vývoj knižního antikvárního trhu v letech 1990–2000. Tyto ukazatele mají pozitivní literární ohlas ještě více než 10 let po svém vydání. Od roku 2001 do roku 2020 působil jako soudní znalec v oboru starých tisků, antikvárních knih, grafiky a archiválií.

## Galerijní činnost
P. R. Vejrážka založil v Černčicích u Loun Galerii Emila Juliše nesoucí jméno významného českého básníka. Galerie zahájila činnost 13. června 2009. K zahajující výstavě zimbabwského sochaře Lazara Takawiry obdržela její organizátorka Marie Imbrová poděkování od britské královny.
Hosty galerie byli mimo jiné i Meda Mládková nebo velvyslankyně Jihoafrické republiky v ČR, její excelence Celia-Sandra Botha.

## Hudební tvorba
Od druhé poloviny 70. let dvacátého století se P. R. Vejrážka věnuje experimentální elektronické hudbě a minimalismu. V letech 1982-1983 složil, zaranžoval a s pražskou hudební skupinou Apriori nahrál LP Dívka počítač, které nakonec nebylo realizováno kvůli textům nevyhovujícím tehdejší cenzuře v socialistickém státním zřízení.
Složil a ve studiu Českého rozhlasu nahrál hudbu k několikadílné rozhlasové adaptaci hry podle knihy Vladimíra Párala Pokušení A.Z.Z.  (režie Hana Kofránková).

## Nakladatelská činnost

### Samizdat a autorská literární tvorba
Tato kapitola je sestavena především na základě údajů z knihy „Český literární samizdat 1949-1989“. V Lipně u Loun založil a realizoval v letech 1985-1986 P. R. Vejrážka samizdatovou edici Vana. První svazek této edice byl román Tam někde. Román vznikl v letech 1983-1985 korespondenční cestou v autorském týmu Pavel R. Vejrážka – Jakub Effenberger. Vydán byl v sedmi číslovaných strojopisných výtiscích v knižní vazbě se zlatotiskem. Knihy byly určeny nejbližším přátelům. Oficiální vydání románu Tam někde vyšlo v roce 2013 s ilustracemi Přemysla Martince.
Druhým svazkem edice Vana byl nezkrácený překlad textu 120 dnů Sodomy (de Sade).
V osmdesátých letech 20. století P. R. Vejrážka mj. opisoval a šířil knihy s avantgardní, surrealistickou a filosofickou tematikou. Tvořil vlastní autorské knihy v malých nákladech, mnohé s vlastními ilustracemi. Existuje i seznam těchto knih.

### Nakladatelství Fabio
Nakladatelství Fabio založil P. R. Vejrážka v Lounech v roce 1992 a do roku 2021 zde vydal více než 50 titulů.
V roce 1996 založil regionální periodikum REGIZ-Lounský kraj, Kulturně-historická revue lounského regionu, která vycházela v tištěné formě do roku 2002 a pokračovala ve formě internetového média do roku 2012.

## Výtvarnictví
Základy výtvarného vzdělání získal u svého strýce, fotografa a malíře Josefa Vejrážky, žáka Oskara Brázdy.
Výtvarnou tvorbu P. R. Vejrážky lze řadit k surrealismu. Jeho výrazovým prostředkem byla původně fotografie, později koláže, jak klasické, tak digitální. Koláže začíná tvořit počátkem 80 let 20. st. V letech 2003-2006 výtvarně participoval na několika obrazech Emila Juliše. Pro výtvarné práce P. R. Vejrážky je charakteristická konfrontace protikladů a časté překračování hranice tabuizovaných témat.
Řada koláží byla použita jako knižní ilustrace.

### Seznam výstav (výběr)
Údaje v této kapitole pocházejí z publikace „Slovník českých a slovenských výtvarných umělců 1950-2008“.
- 1999 Louny, barokní špitál: koláže
- 2001 Louny, Okresní muzeum: výstava s názvem Vždyť je to tak snadné (s A. J. Hluštíkem). K výstavě byl vydán katalog.
- 2002 Ústí nad Labem, Městské muzeum: koláže. K výstavě byl vydán katalog.
- 2003 Louny, barokní špitál: společná výstava s A. J. Hluštíkem a J. Boudou)
- 2004 Louny, výstavní síň Vrchlického divadla: koláže a kresby (s E. Julišem)[3]
- 2005 Praha, vinárna U Anežského kláštera: koláže (s E. Julišem)
- 2007: Louny, Městská knihovna: obrazy a koláže (s E. Julišem)
- 2010 Peruc, Galerie U Plazíka

## Literární dílo (kromě samizdatu), knižní ilustrace, katalogy výstav
- Hercíková, Jaroslava (2021): Chytat čerta za ocas. Louny, Fabio, grafická úprava a ilustrace Pavel R. Vejrážka. ISBN 9788086352220
- Urza Milan (2014): Jeremiášův vztek. Ilustrace P. R. Vejrážka. Trigon. 142 stran. ISBN 9788087908037
- Effenberger, Jakub – Vejrážka, Pavel Rudolf (2013): Tam někde.- Fabio. 227 stran. ISBN 9788086352183
- Vejrážka, Pavel Rudolf, Hluštík, A. J., Juliš, Emil (2002): Koláže: Pavel Rudolf Vejrážka.- Katalog k výstavě v Muzeu města Ústí nad Labem. Vyd. Město Ústí nad Labem. 14 stran. ISBN 8090285651
- Hluštík, A. J. (2001): Pavel Rudolf Vejrážka: Vždyť je to tak snadné!- Katalog k výstavě. Fabio, Louny, 12 stran.
- Vejrážka, Pavel Rudolf (2001): Ukazatel aukčních cen 1998-2000: Systematický souhrn výsledků knižních aukcí v ČR. Fabio, Louny. 379 stran. ISBN 8086352064
- Vejrážka, Pavel Rudolf (1998): Ukazatel aukčních cen 1995-1997. Fabio, Louny. 348 stran. ISBN 8090194451
- Muška, Ladislav (1997): Zápisky z cest za tajemstvím ostrova Žena. Epištoly. Fabio, Louny. Grafická úprava, sazba, koláže a obálka P. R. Vejrážka. 78 stran. ISBN 8090194443
- Vejrážka, P. R. (1995): Ukazatel aukčních cen 1990-94. Fabio, Louny, 252 stran. ISBN 8090194400
- Juliš, Emil (1993): Cesta do města Lawn. Ilustrace, obálka a grafická úprava P. R. Vejrážka. Nakl. Fabio, Louny. 116 stran.